# محمد أباد أفشار
محمد أباد أفشار هي قرية في مقاطعة ساوجبلاغ، إيران. عدد سكان هذه القرية هو 466 في سنة 2006.